# 戦場のヴァルキュリアシリーズ
戦場のヴァルキュリアシリーズ（せんじょうのヴァルキュリアシリーズ）は、セガが発売するアクティブ・SRPGのシリーズ作品。BLiTZと呼ばれるターン制ストラテジーの戦略性を持ちながらアクションゲーム的な臨場感のある戦闘システムを特徴としたシミュレーションロールプレイングゲームシリーズで、日本市場ではアニメや漫画など他メディアでの展開も行われている。

## 沿革

### 戦場のヴァルキュリア
第1作目は2008年にPlayStation 3専用ゲームソフトとして各地域で発売された。企画自体は2003年時点から既に動いており、キャラクター原案の本庄雷太や、音楽を担当した崎元仁とはこの段階でコンタクトが取られていた。開発は『サクラ大戦シリーズ』や『エターナルアルカディア』などを手掛けた元オーバーワークスのスタッフで構成されており、主要スタッフが集まり開発が始まったのは2005年である。。当初の開発は少人数で行われており、大規模な開発が始まったのは2007年だといわれている。本タイトルの存在は東京ゲームショウを目の前にした2007年の秋にセガから発表され、そのまま東京ゲームショウ2007にもプレイアブルな形で出展された。発売は日本先行で行われ、2008年4月24日に日本市場で発売した後、『Valkyria Chronicles』として欧州で10月31日、北米で11月4日に発売された。発売後もPlayStation Storeにてダウンロードコンテンツが販売された。
2014年11月11日にWindows移植版がsteamにて配信（日本は対象外だが、海外のダウンロードコード販売サイトでコードを購入すれば導入可）。
日本市場では他メディアでの展開も行われており、テレビアニメは2009年4月から10月にかけて独立UHF局にて放送された。

### 戦場のヴァルキュリア2
PlayStation Portableにプラットフォームを移した第2作は2010年に発売された。開発は第1作のダウンロードコンテンツや日本国外へのローカライズを終えてからのスタートとなり、本格的な開発が始まったのは2009年からである。タイトルの発表は日本語版公式サイトの開設と共に2009年7月17日に行われた。日本では2010年1月21日に発売となったが、発売前には他タイトルとのコラボレーションも行われた。
日本国外では北米で8月31日に、欧米では9月3日に発売された。発売後もPlayStation Storeにてダウンロードコンテンツが販売されている。

### 戦場のヴァルキュリア3
第3作は前作から引き続きPSPをプラットフォームとし、日本では2011年1月27日に発売された。企画は前作の開発終了後に立ち上げられ、前作から約1年での完成となった。主要スタッフはプロデューサーに本山真二、ディレクターに小澤武、キャラクターデザインに本庄雷太、音楽を崎元仁と前作から引き継がれているが、制作はメディア・ビジョンが務めている。タイトルの発表は2010年9月1日にティザーサイトが開設された後に東京ゲームショウ2010のセガブース内で正式に行われた。前作と同様に他タイトルとの連動が行われたほか、Flash小説も配信されている。
OVAによる全2話のアニメ化も行われており、2011年6月29日に発売のパッケージ版に先行する形でPlayStation Storeでは4月13日より先行する形で前編の配信が行われている。
ダウンロードコンテンツはPlayStation Storeにて2月10日より配信されている。

### 戦場のヴァルキュリア4
日本国内では2018年3月21日にPS4で発売、9月21日にNintendo Switchで発売された。海外ではPS4、Xbox One、Nintendo Switch、Windows (Steam)で2018年9月25日に発売された。
1作目・3作目と同じく第二次ヨーロッパ大戦を舞台に連邦の一部隊の視点から進行する。

### 戦場のヴァルキュリア DUEL
セガとNHN Japanが開発・運営するシリーズ初のブラウザゲーム。タイトルロゴでは「戦場のヴァルキュリアD」と表示される。2012年6月19日からのPC版ユーザーテストを経て、7月26日にPC（Windows）でサービスを開始し、スマートフォン向けには、同年8月17日にAndroid、同年9月24日にiOSに対応。原作の物語（ガリア戦役など）とは直接の関係は無いが、シリーズに登場するキャラクターでプレイヤーの部隊（主力部隊5名、援護部隊8名）を編成し、対立する東西2つの陣営のどちらかに属して敵軍総司令部の制圧を目指して交戦するカードシミュレーション（トレーディングカードゲーム）。戦闘は自動で進行する、原作ゲームのように3Dで造られたキャラクターや戦車によるバトルが展開される。
2015年4月22日にサービス終了。

### 蒼き革命のヴァルキュリア
2017年1月19日にセガゲームスより発売されたPlayStation 4およびPlayStation Vita用ゲームソフト。戦場のヴァルキュリアシリーズの流れを組むヴァルキュリア プロジェクトの作品だが、ゲームシステム・世界観・登場人物などは一新されている。

## 共通の内容
勝利条件と敗北条件の決められた戦闘パートをこなしシナリオを進めていくSRPGである。ストーリーはメインストーリーとなる本章とサブストーリーとなる断章に分かれる。

### 舞台設定
『DUEL』『蒼き』を除きシリーズを共通して、征暦という架空の紀年法が用いられる架空のヨーロッパにある小国が物語の舞台である。この世界ではラグナイトという鉱物資源があらゆるエネルギー資源として使われており、戦場でもラグナイトを動力とした戦車が主力である。現実世界と比べて航空戦力の発達が遅れているため、ゲーム上でも陸軍対陸軍の戦いとなる。
この世界にはヴァルキュリア人という伝説的な人種が存在し、その力で超人的な能力を発揮する。しかし、作品舞台の1930年代では既に純血種は残っていないとされ、ヴァルキュリア人は伝説や神話、おとぎ話の存在である。征暦という紀年法もヴァルキュリア人がダルクスという民族を打ち倒したとされる年が紀元とされており、一方のダルクス人は1930年代でも被差別民として存在し続けている。

### 戦闘
本シリーズならではのゲームシステムとしてBLiTZ（Battle of Live Tactical Zone systemsの略）と呼ばれる戦闘システムがある。
このBLiTZはターン制ストラテジー的な戦略性とアクションゲーム的な臨場感を併せ持ったシステムで、そのシステムを「コマンドモード」と「アクションモード」の二つのモードに大別することができる。俯瞰視点の地図を使って地形や味方の位置を確認し、動かすユニットを選択するのがコマンドモード、実際に選択されたユニットを3D視点で操作するのがアクションモードである。コマンドモードで操作ユニットを決定するとコマンドポイント（CP）という勲章状のマークが減り、アクションモードに移行する。
「アクションモード」ではアクションポイント（AP）というオレンジ色のゲージが0になるまで移動ができる。プレイヤー側のユニットが視認していない敵はコマンドモードでは表示されないため、アクションモードでは移動と同時に索敵も行われる。アクションモードでは索敵ラインという放物線状のラインが自ユニットの頭上に存在し、この索敵ラインを辿ることで発見済みの敵との位置関係がわかるようになっている。索敵ラインは色分けもされており、色によって自ユニットが敵から見つかっていないかなどもわかる。さらに本バトルシステムには「迎撃」があり、移動中に敵兵の迎撃範囲に入ればリアルタイムで攻撃を受け、同様に敵フェイズ中に敵ユニットが自軍の迎撃範囲に入れば自動で迎撃を開始する。その一方で、操作ユニットが攻撃や回復を行う「ターゲットモード」へ移行すれば迎撃は止み、狙いを定めて行動を取ることが可能である。ターゲットモードで攻撃を行う場合には照準サークルが現れ、攻撃はこのサークル内のどこかへ飛んでいく。アクションゲームとは違い、攻撃がどこへ当たるかは乱数で決定されるため、遠くからの攻撃はそれだけ集弾率が落ちることになる。また、味方ユニットの近くにいる状態で攻撃すると連携攻撃となり、味方が援護攻撃を行う場合がある。原則としてアクションモードで行える攻撃は1回であり、一回の行動で敵を倒しきれなかった場合や攻撃を回避された場合は敵からの反撃を受ける。なお、地形を利用するとしゃがんだり匍匐したりすることが可能で、この状態では被ダメージも減る。
「コマンドモード」で使えるCPは複数あり、フェイズの終了を選ぶことで相手のターンへと変わる。なお、プレイヤー側が索敵していない敵は地図に表示されず、相手ターン中の動きも掴めない。CPはターンごとに回復し、次のターンへの持ち越しもできるため、最大で20CPまで溜め込むことができる。ターン中にCPがある限り繰り返し行動できるので、行動済みのユニットでも再度選択することが可能である。ただし、再選択を繰り返す都度アクションポイント（AP）の限界量は減っていく。また、敵味方共にリーダー属性を持つユニットが存在し、該当ユニット参加させるとその分CPが増える。逆にリーダーが撃破されると次のターン以降はその分CPが減る。また、指揮官（自軍では主人公）が戦場にいる場合は、CPを消費することでオーダーという特殊命令を発動することができる。オーダーは困った時の逆転要素としてとして想定されており、自軍を強化・回復したり支援攻撃により敵にダメージを与えたりできる。
戦闘はこうしたBLiTZに則って行われ、アクションゲーム的な要素を含む本シリーズではマップに障害物や高低差、地雷などもある。マップには拠点とよばれる場所があり、敵の拠点に戦車以外のユニットで近づくとプレイヤー拠点として占拠することができ、その逆も同様である。占拠が勝利条件や敗北条件に関わってくる拠点は本拠点と呼ばれ、最初のターンの出撃もこの本拠点から行われる。拠点内ではユニットを出し入れすることが可能で、出撃中のユニットをリザーブに戻すのを後方待機、リザーブから新たに出撃させることを増援と呼ぶ。。敵の拠点を制圧すればそこから味方のユニットを新たに出撃させることも可能である。また、敵味方を問わず、歩兵は自軍ターンを迎えるごとに一定量HPが回復し、弾数制限のある弾薬についても1発ずつ補給されるが、自軍の拠点内で次の自軍ターンを迎えた場合、HP回復量は大きくなり、弾薬も最大数まで補給される。
戦闘の終了後はプレイ内容に応じてランク分けされた評価が与えられ、経験値や資金の加算もここで行われる。また、特定の達成条件をクリアするとた場合やその働き勲章が手に入る。

### ユニット
戦闘で使用する歩兵にはそれぞれ兵科が設定されており、兵科によって戦闘で使用する武器や特性も異なるゲームシステムとなっている。兵科はさらに兵種に分けることができ、ゲームを進めていくと初期の兵種から上位の兵種へクラスアップすることができる。『1』では5つの各兵科に対して上位兵種が1つずつある計10兵種だったが、『2』では5兵科に対して兵種が35種までに増えた。また、『3』ではクラスアップだけではなく兵科の変更も可能となり、8兵科24兵種と変化している。
歩兵の強化は経験値によるレベルアップのほか、装備の変更によって行う。より高性能な兵器は資金の投入によって開発をしたり、敵から鹵獲したりすることで得られる。鹵獲可能武器を持っているのは「エース」と呼ばれる強力な敵で、エースを倒してミッションをクリアするとその所持する武器を獲得できるようになっている。
また各キャラクターには様々なポテンシャルが設定されており、各個人の個性を表すパーソナルポテンシャルと、所属する兵種としての特技を表すバトルポテンシャルとに大別され、一定の確率でステータスの向上や体力回復、弾薬の補給など、様々な効果を発揮する。また、パーソナルポテンシャルの中にはマイナスの効果を持つものも存在する。これらは兵科のレベル上昇や戦場での活躍、ストーリーの進行によって、最大で8つまで獲得できる。なお、ストーリー上の関与は薄いサブキャラクターにも詳細な設定付がされており、ゲーム中に人物総覧を開くことでプロフィールを見ることができる。
歩兵とは別に戦車や装甲車といった車両ユニットが存在する。戦車は徹甲弾や大型榴弾、迎撃用機銃を持ち、装甲も固い。その反面、背面のラジエーター部分が弱点となっている。これは装甲車も同様である。自力の耐久力回復はなく、回復のためには味方拠点内に入っているか支援兵で修理する必要がある。『1』では行動にCPを2つ消費していたが、『2』からはCP1つで行動する車両ユニットが登場し、『3』では全ての車両がCP一つで行動できるようになった。
戦車のパーツも歩兵と同様に開発や敵から鹵獲が可能。装備できるパーツの総量は予め決められており、そこに収まる範囲でパーツを装着できるようになっている。

## 開発コンセプト
本シリーズは開発スタッフのドラマ性を持つタイトルを作ろうという考えから始まっており、小隊による局地戦がゲームの主軸となっているのも兵士個々の顔が見えるレベルの焦点で戦場を描きたいという思いがあるからである。そのため一般的なウォー・シミュレーションゲームのような戦場を俯瞰しながらプレイし、部隊を使い捨てていくゲームにはしたくなかったとセガの野中竜太郎は語っており、プレイヤーが各ユニットに対して感情移入しやすいよう兵士に近い視線で操作のできるアクションゲーム的な要素が加えられている。ゲームシステムがターンベースとなっているのも、このジャンルでは各ユニットそれぞれをプレイヤー自身で動かすため、戦闘の局面でプレイヤーがユニットに対してドラマを思い描きすいという考えがスタッフにあったからである。とはいえ、最初からBLiTZの構想があったわけではなく、開発当初はより一般的なターン制のシミュレーションRPGであった。そのときのゲームシステムでは、敵からの迎撃もなく接近して攻撃することができるものとなっており、銃を使った戦争という感じはまったくなかったと野中は語っている。その一方で、遠距離からただ撃ち合うだけのゲームでは面白味がないという判断もあり、最終的に迎撃がある中を障害物に隠れながら敵との距離を詰めて攻撃する今のシステムに行き着いたという。
また、プレイの自由度を高くしたいという設計思想があり、50名以上のキャラクターから部隊が編成できるようになっているのも、コマンドポイント制によってプレイヤーの動かしたいキャラクターを何度でも行動させらるようになっているのも、こうした設計思想によるものである、『2』以降ではイベントの進行によるパーソナルポテンシャルの上書きや兵種の変更によるバトルポテンシャルの付け替えができるようされた。
また、実在する戦争が舞台では先入観が邪魔になるという判断から舞台背景が架空のヨーロッパに設定されており、ファンタジー要素を加えることで、戦争モノに苦手意識のあるユーザーにも抵抗がないようにされている。

## 評価
第1作目は2008年のストラテジーゲームオブザイヤーを受賞し、各ゲームメディアでのレビュー得点も高かったことから2010年にはギネス・ワールド・レコーズから「The best strategy RPG for the PS3」に認定されている。また、携帯機へプラットフォームを移した2作目も2010年のElectronic Entertainment ExpoではGameSpotが選ぶ出展作品中の「Best PSP Game」・「Best RPG」という扱いを受けた。
特に従来のゲームにはなかったゲームシステムBLiTZを導入したことが本シリーズの好評に繋がっているようで、ゲームメディアだけではなくプレイヤーからも評価されている。その一方で、欠点として敵AIが賢くないことが挙げられることもある
また、世界観やキャラクターについても評価を受けている。